# Randy Newman
Randy Newman, all'anagrafe Randall Stuart Newman (Los Angeles, 28 novembre 1943), è un cantautore, pianista, compositore e arrangiatore statunitense, noto per le sue canzoni mordaci e satiriche e per le sue numerose colonne sonore.
Tipico di Newman nello scrivere i testi delle proprie canzoni è l'adozione di un punto di vista "invisibile", distante cioè dalla biografia del cantautore e teso a parodiare lo stesso narratore che, in molti casi, risulta essere protagonista e zimbello della canzone stessa: nelle parole dello stesso Newman, i personaggi che popolano le sue canzoni sono "narratori inaffidabili" (untrustworthy narrators, gli unreliable narrators di Wayne C. Booth). Così, ad esempio, nella canzone Sail Away del 1972, chi canta è un trafficante di schiavi che cerca di convincere degli africani a seguirlo in America; in God's Song (That's Why I Love Mankind) è Dio stesso a farsi beffe dell'uomo e della sua fede. In Political Science uno sfegatato nazionalista americano è intento a biasimare l'ingratitudine del resto del mondo di fronte alla limpida opera di civilizzazione portata avanti dagli USA e disposto a proporre una drastica soluzione finale: la distruzione di tutte le nazioni, ad eccezione dell'Australia ("non vogliamo far male ai canguri", dice il testo). I testi sono dunque un elemento fondamentale delle canzoni di Newman; il lessico adottato è semplice e trasparente, e contemporaneamente evasivo: "ciò che non viene detto è spesso più importante di ciò che viene detto" (così nel brano In Germany Before the War, che parla di un assassino, cosa non immediatamente evidente dall'analisi del testo).
Verso la fine degli anni settanta, Newman si è dedicato alla composizione di colonne sonore. Sue sono le musiche di Ragtime di Miloš Forman, Il migliore (The Natural di Barry Levinson), il film d'animazione Toy Story, Ti presento i miei (Meet the Parents di Jay Roach) e Seabiscuit di Gary Ross. È stato peraltro insignito di diversi premi tra cui due Oscar (nel 2002, per If I Didn't Have You, canzone di Monsters & Co. e nel 2011, per We Belong Together di Toy Story 3), tre Emmy, sette Grammy e un Governors Award.

## Biografia
Randall Newman nasce a Los Angeles da Adele "Dixie" Fox, una segretaria nata a Brooklyn e trasferitasi a New Orleans da piccola, e Irving George Newman, un medico originario di una famiglia ebrea ucraina di New Haven, figlio di Luba Koskoff (1883–1954) e Michael Nemorofsky (1874-1948). I due si conoscono nel 1937, ad un ballo, si sposano due anni dopo e hanno due figli: Randall è il primogenito, Alan il secondogenito. Dal lato paterno Randy Newman può vantare diversi illustri compositori (gli zii Alfred, Lionel ed Emil), autori di colonne sonore per innumerevoli film hollywoodiani, così come i cugini Thomas, David e Joey.
Mentre il padre va a combattere la seconda guerra mondiale come capitano medico in Italia, Adele con i figli attraversa gli USA: prima passa per Mobile, in Alabama, poi per Jackson, nel Mississippi, e infine giunge a New Orleans, in Louisiana, dove abitavano i suoi genitori. Randall spende i primi tre anni di vita nel Sud, finché il padre torna dalla guerra: a quel punto la famiglia rientra a Los Angeles. Newman frequenta la secondary school alla University High School di Los Angeles, per poi studiare musica alla UCLA. A giudizio del padre, un ruolo importante nella sua poetica amara e disincantata è da attribuire allo strabismo, che Randy cercherà di curare fin dai cinque anni: nessuna delle quattro operazioni chirurgiche subite risolverà del tutto il problema (l'ultima risale a quando Newman è adolescente). Questo aspetto della sua vita diventerà il tema del brano Four Eyes, dall'album Land of Dreams.
Randy Newman inizia a studiare pianoforte a sette anni. Intorno ai quindici anni è un assiduo frequentatore degli studios della Fox, dove cerca di apprendere i segreti della composizione, studiando le colonne sonore dello zio Alfred. Fin da piccolo è amico di Lenny Waronker, suo futuro produttore: il padre di Lenny, Simon Waronker, è uno dei violinisti dell'orchestra della Fox condotta da Alfred Newman. Secondo Lenny Waronker, è il film Tre piccole parole, del 1950, con Fred Astaire e Vera-Ellen, dedicato al duo Kalmar-Ruby, a spingere i due amici verso la composizione di canzoni.

## Carriera

### Primi lavori
Nel 1955, Simon Waronker fonda la Liberty Records, che in breve diviene un'etichetta di successo. La Metric Music è una sua sussidiaria, sorta di Tin Pan Alley della West Coast. A quindici anni Randy Newman, convinto dall'interessamento di Lenny Waronker, scrive il suo primo brano (per Bobby Vee): si intitola Don't Tell on Me e viene rifiutato. Comporre brani risulta al giovane alquanto faticoso e per la prosecuzione della sua carriera risulterà determinante la convinzione e l'insistenza dell'amico Lenny. Il primo incarico che va a buon fine riguarda la composizione del brano Lover Doll (1960), scritto per Pat Carter. Randy Newman viene dunque assoldato dalla Metric per 150 dollari al mese. A sedici anni Randy Newman è dunque compositore per la Metric Music (lavorerà poi anche per la Schroeder Music e per la January Music). Inizia dunque a scrivere canzoni per altri artisti: tra i primi brani la cui paternità gli viene ufficialmente accreditata c'è They Tell Me It's Summer, incisa come B-side di Lovers by Night, Strangers by Day dal trio The Fleetwoods, per la Dolton Records. Il brano raggiunge il 32º posto della Cash Box Top 100 Singles (la classifica curata da Cash Box). Il trio inciderà poi altri brani di Newman prima di sciogliersi, tra cui Who's Gonna Teach You About Love, Ask Him If He's Got a Friend for Me e Lover's Lullaby (quest'ultima con alcune parti prese in prestito dalla Ninna nanna di Brahms).
Il primo singolo cantato dallo stesso Newman è del 1962 e si intitola Golden Gridiron Boy (per la Dot Records, numero di catalogo 16411), ma il brano non viene affatto notato. Il produttore è però Pat Boone, il primo, come ricorderà lo stesso Newman, a gradire la sua voce. Il lato B del 45 giri, uscito in novembre, è intitolato Country Boy. Del 1962 è anche il suo primo incarico come autore di colonne sonore: compone la musica di Northern Comfort, un episodio dello show The Many Loves of Dobie Gillis.
Nel dicembre del 1962 un altro suo brano scritto per altri ottiene un certo successo: si tratta di Somebody's Waiting (che giunge al 32º posto nelle classifiche), canzone incisa da Gene McDaniels come lato B del suo singolo Spanish Lace (Liberty 55510). Del 1963 è I Got Over You, scritta per Dick Lory, mentre del 1964 è Stoplight (Liberty 3349), scritta per la Spike Jones Band. In questo periodo Newman cerca insomma di affermarsi come compositore di canzoni per altri, combattuto tra la non convenzionalità del proprio talento e la convenzionalità dei risultati cercati. Nel 1964 incontra la futura moglie, la tedesca Roswitha Schmale.
All'inizio del 1965 compone musica per diversi episodi della soap opera Peyton Place, eseguiti da una giocosa e fantasiosa "Randy Newman Orchestra" (il materiale è raccolto in The Randy Newman Orchestra Plays Music From the Hit Television Series "Peyton Place", del 1966, per la Epic).
Nella metà degli anni sessanta, Newman diventa per breve tempo membro del gruppo The Tikis, che di lì a poco prenderanno il nome di Harpers Bizarre, gruppo conosciuto per la versione (pubblicata nel 1967) della canzone Feelin' Groovy, di Paul Simon. Newman stringe una relazione molto stretta con gli Harpers Bizarre, offrendo loro diverse sue composizioni, incluse Happyland e Simon Smith and the Amazing Dancing Bear, più in là interpretata anche da Alan Price, uno dei membri storici degli Animals, nonché da Scooter e Fozzie Bear nel primo episodio del Muppet Show.

### Il cantautore (anni sessanta e settanta)

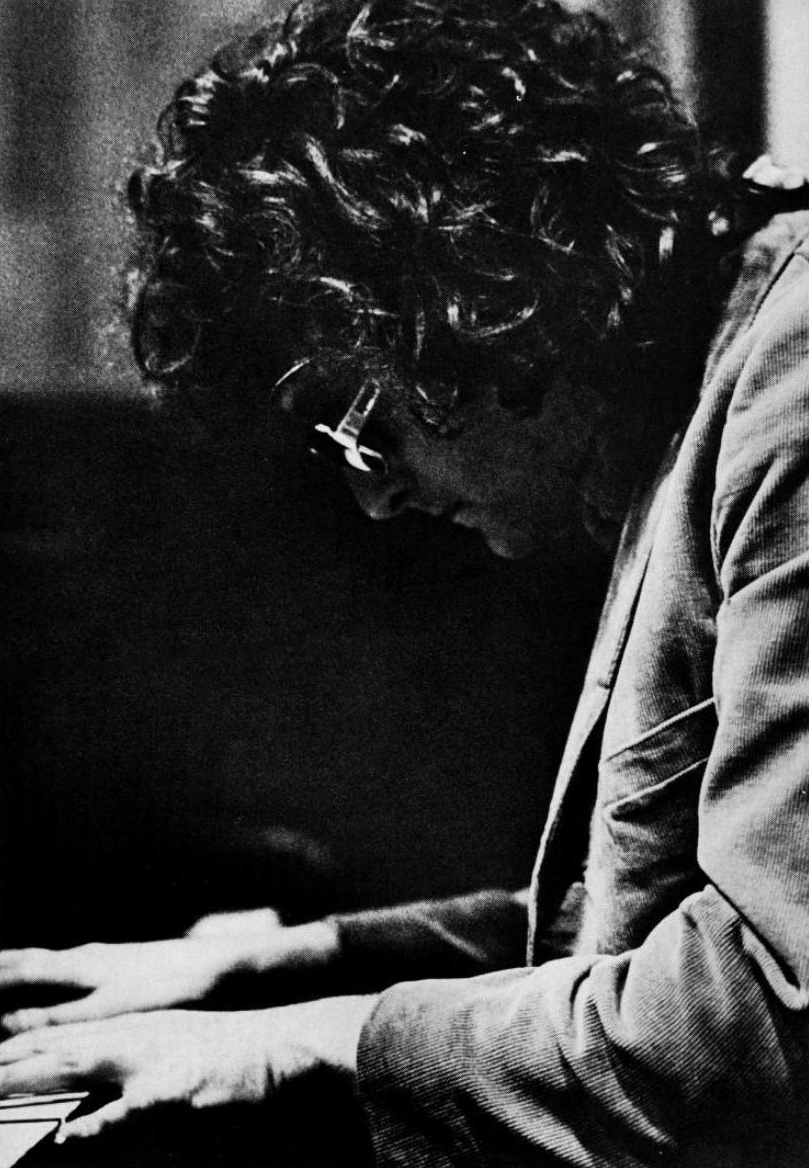
Newman in una foto promozionale dell'album Sail Away (1972)

Nel 1968 pubblica il suo primo album, Randy Newman Creates Something New Under the Sun: è un successo di critica che però non giunge neppure a sfiorare il 200º posto nella classifica della rivista Billboard. La produzione è affidata a Lenny Waronker e Van Dyke Parks. Spesso gli ambiziosi arrangiamenti non fanno adeguatamente il paio con una voce dallo stile ancora immaturo, per quanto la forza di Newman come scrittore di canzoni si avverta già con evidenza. Due brani si impongono all'attenzione: la dolorosa Davy the Fat Boy e la commovente Cowboy, che era stata proposta per Un uomo da marciapiede ma rifiutata. Notevoli anche I Think It's Going to Rain Today e Living Without You. A partire da questo album si moltiplicano i cantanti che si cimentano con le sue canzoni: il già citato Alan Price, Judy Collins, gli Everly Brothers, Dusty Springfield, Pat Boone e Peggy Lee. Nel 1970, Harry Nilsson pubblica un intero album di canzoni di Newman, intitolato Nilsson Sings Newman: l'album è un gran successo e riapre la strada a Newman per tornare ad incidere.
Il risultato è 12 Songs (1970) che abbandona gli elaborati arrangiamenti del primo album per uno stile più popolare, con una band più asciutta e puntando sulla componente blues della voce di Newman. La produzione è del solito Waronker. Il bottleneck di Ry Cooder, oltre alla partecipazione di Gram Parsons e Clarence White dei Byrds, danno all'album una tinta rustica che si sposa perfettamente con l'eleganza compositiva di Newman. 12 Songs, come il precedente album, riceve il plauso della critica (secondo Robert Christgau, critico di Rolling Stone, è il sesto album più bello degli anni settanta), ma non riesce a catturare l'attenzione del grande pubblico, per quanto i Three Dog Night facciano di Mama Told Me Not to Come un altro grande hit. L'album presenta comunque altre perle: l'ipnotica Suzanne, Yellow Man che descrive l'odio razziale in tutta la sua insensatezza (uno dei temi preferiti del cantante) e Old Kentucky home, che dipinge la vita del sud (la canzone verrà interpretata successivamente dallo stesso Cooder).
Nel 1971 pubblica Randy Newman live, che cementa ulteriormente il suo sparuto ma tenace gruppo di ammiratori e che appare nelle classifiche di Billboard, al nº 191. Questo live presenta alcuni pezzi che appariranno negli album successivi (Lonely at the Top, Last Night I Had a Dream e I'll Be Home, che sarà poi interpretata, tra gli altri, da Harry Nilsson, Vikki Carr, Mama Cass, Barbra Streisand), mentre ci sono due canzoni che compaiono solo qui (Tickle Me e Maybe I'm Doing it Wrong). La produzione, oltre a Waronker, è affidata a Russ Titelman. Questa coppia di produttori durerà fino a Trouble in Paradise. Lonely at the Top era destinata a Frank Sinatra. Secondo una dichiarazione di Newman Sinatra rifiutò il pezzo affermando che il pubblico non sarebbe stato in grado di coglierne l'ironia.
Ancora meglio fa il successivo album (Sail Away, del 1972), che raggiunge il nº 163. La title track si fa strada nei repertori di Ray Charles e di Linda Ronstadt. L'esilarante You Can Leave Your Hat On, scritta dal punto di vista di un feticista del sesso, verrà interpretata nel tempo da Keb Mo, Tom Jones, i Three Dog Night, Etta James e, soprattutto, da Joe Cocker, che la porterà al successo mondiale come canzone trainante del film 9 settimane e ½. Altro pezzo forte del disco è Burn On, un'ode alla tristemente famosa notte in cui l'inquinatissimo fiume Cuyahoga di Cleveland, nell'Ohio, prese letteralmente fuoco. La canzone verrà utilizzata nel 1989 come tema d'apertura del film Major League - La squadra più scassata della lega, incentrato sugli sfortunati indiani di Cleveland. Ci sono poi due composizioni che brillano per la loro caustica ferocia: si tratta delle già citate God's Song (verrà interpretata da Etta James) e Political Science. Nella prima, Dio, per bocca di Newman, osserva: I burn down your cities. How blind you must be/I take from you your children and you say 'How blessed are we'/You must all be crazy to put your faith in me/That's why I love mankind ("Io devasto le vostre città. Dovete proprio essere ciechi/Vi strappo dalle braccia i bambini e voi dite 'Quanto siamo benedetti!'/Dovete essere pazzi a riporre la vostra fede in me/Ecco perché amo l'umanità."). Da segnalare, poi, le delicatissime Memo to My Son e Dayton, Ohio 1903.
Nel 1974, Newman pubblica Good Old Boys, una sorta di concept album che ha per argomento il sud degli Stati Uniti: Rednecks (un nome dispregiativo per i razzisti) comincia con una descrizione del segregazionista Lester Maddox, alle prese con uno smart-ass New York jew (un 'cacasenno ebreo di NY') ad uno show televisivo. La canzone, significativamente, sembra prendersela tanto con il razzismo tradizionalista degli stati meridionali che con il compiacente bigottismo dei northeasterners (gli abitanti degli stati che corrispondono alla prima colonizzazione), che bollano tutti gli abitanti del sud come razzisti. Questa presunta ambiguità è presente anche in Kingfish e in Every Man a King: la prima è una sorta di peana per Huey Long (Governatore democratico della Louisiana e senatore di questo Stato, morto nel 1935 durante un tentativo di aggressione, non si sa se per i colpi sparati dal suo assassino o per quelli esplosi dalle sue guardie del corpo); la seconda è una canzone di propaganda, scritta dallo stesso Long, il cui titolo allude al suo programma di riforme. Altre perle dell'album sono Guilty (anche questa verrà poi interpretata da Joe Cocker), Louisiana 1927, Naked Man e Birmingham. Con Good Old Boys Newman agguanta finalmente il successo, giungendo al nº 36 di Billboard e riuscendo a mantenersi per ventuno settimane fra i primi 200.
Little Criminals (1977) contiene il sorprendente hit Short People, anch'esso spunto di numerose controversie: la bassezza metaforica con cui Newman allude al bigottismo americano viene preso alla lettera e incredibilmente in America fa salire un certo malcontento verso il cantautore da parte delle persone minute o basse di statura. Il singolo è, ad oggi, il maggiore successo della sua carriera. Nel 1978 in Maryland viene addirittura da più parti avanzata una proposta (poi bocciata) per vietare la diffusione della canzone alla radio. Newman non manca di prendersi gioco di chi l'ha preso prima sul serio e prende ad annunciare, durante i concerti: "È vero, odio la gente bassa. La ragione per cui non dico niente è che la casa discografica non è contenta ch'io dica alla gente cosa penso davvero". Pure, la polemica innescata da Short People regala a Newman il Disco d'oro.
Nel 1979, esce Born Again, quasi un presentimento dell'era che si avvicina e il culto del denaro della Reaganomics. Anche qui non mancano riferimenti satirici, come nel caso della canzone The Story of a Rock and Roll Band, che finge di raccontare epicamente l'avvento di una banda che in tutto somiglia alla Electric Light Orchestra. L'album non riesce a capitalizzare il successo commerciale di Short People, anche se include parte del materiale migliore e più sottovalutato di Newman, come nel caso della notevole Ghosts o di The Girls in My Life (Part One).

### Il cantautore (dagli anni ottanta al XXI secolo)
Nel 1983, arriva l'album Trouble in Paradise, che include il singolo I Love L.A., una canzone che è stata interpretata tanto come un elogio quanto come una critica alla città natale del cantante. Questa ambivalenza è confortata dai commenti dello stesso Newman. In un'intervista del 2001 egli afferma che Los Angeles è afflitta da un certo tipo di ignoranza di cui egli va paradossalmente orgoglioso. Il network ABC e il produttore Frank Gari, negli anni ottanta, trasformano I Love L.A. ("Amo Los Angeles") in un jingle televisivo estremamente popolare per promuovere la propria rete, rivedendo il testo e il titolo, cui aggiungono You'll love it! (on ABC), cioè "La amerete (sulla ABC)". Trouble in paradise presenta diversi pezzi forti del repertorio di Newman, come Real emotional girl, un molesto quanto sincero ritratto della vita di una coppia cantato dal punto di vista maschile, mentre Same girl parla di una relazione d'amore tra due tossicodipendenti, fino agli ineluttabili quanto tragici giorni della fine.
Negli anni successivi a Trouble in Paradise, Newman si concentra maggiormente sulle colonne sonore, mentre sul piano personale si separa dalla moglie Roswitha, con cui era stato sposato una ventina d'anni. Al contempo, gli viene diagnosticato il virus di Epstein-Barr. Da allora a oggi, Newman ha pubblicato solo tre album di materiale originale (eccettuate, naturalmente, le colonne sonore): Land of dreams (1988), Bad love (1999) e Harps & Angels (2008). Torna peraltro ad incidere alcune delle sue più vecchie canzoni, accompagnandosi al pianoforte (The Randy Newman songbook Vol. 1, del 2003). Prosegue, nel frattempo, a girare il mondo in tour.
Durante un tour europeo, nell'estate del 2006, Newman propone tre pezzi inediti: Potholes in memory lane (un blues semplice intorno alla perdita di memoria che colpisce gli uomini in età avanzata), Missing you (una ballad), A few words in defense of our country (canzone ad alto contenuto politico). Quest'ultima viene proposta come singolo in anteprima nel febbraio del 2007 e andrà a far parte dell'ultimo album "Harps & Angels". La canzone propone un confronto tra i più recenti leader statunitensi e quelli di imperi precedenti, dichiarandosi a favore dei primi ma criticando, al contempo, la guerra al terrorismo e la Corte Suprema: '"questo impero finirà, come tutto il resto".

### Il compositore di colonne sonore
Il lavoro di Newman come compositore di colonne sonore inizia nel 1971, quando cura quella del film satirico Una scommessa in fumo di Norman Lear. Ritorna a questa occupazione nel 1981, con Ragtime, che gli vale la nomination a due Premi Oscar. Newman collabora alla sceneggiatura del film I tre amigos! (¡Three amigos!), del 1986, con Steve Martin e Lorne Michaels; scrive, inoltre, tre canzoni per il film e dà la voce al "cespuglio cantante".
Newman scrive le musiche per i primi quattro film della Disney/Pixar: si tratta di Toy Story, A bug's life, Toy story 2, e Monsters & Co.. In queste colonne sonore riesce a creare uno stile personale che rende la sua musica immediatamente riconoscibile. Compone anche la colonna sonora del film James e la pesca gigante del 1996 e di Cars del 2006. Altre colonne sonore di Newman sono: Avalon di Levinson, Parenti, amici e tanti guai (Parenthood) e Cronisti d'assalto (The paper) - entrambi di Ron Howard -, Seabiscuit, Risvegli, Overboard di Garry Marshall, Ti presento i miei e il sequel Mi presenti i tuoi? (Meet the fockers). La musica che compone per Pleasantville gli vale un'altra nomination all'Oscar.
Il tema centrale di Il migliore è uno dei momenti più rappresentativi delle musiche per film di Newman: anch'esso ottiene una nomination all'Oscar ed è descritto da più d'un critico Coplandesque.
Newman ha il dubbio primato di avere ricevuto il maggior numero di nomination all'Oscar (ben quindici), vincendo il premio due volte. Nel suo discorso di ringraziamento del 2002, dopo uno scrosciare entusiastico di applausi, con il suo solito humour, Newman ha esordito dicendo "Non voglio la vostra pietà".
Oltre a scrivere canzoni per film, Newman si dedica anche alla composizione di canzoni per serie televisive, come ad esempio Monk, con la canzone It's a jungle out there.
Nell'ottobre del 2006 è stato rivelato che Newman ha scritto la musica di un film della Disney uscito nel 2009, intitolato La principessa e il ranocchio. Newman ha già avuto modo di eseguire una nuova canzone, composta per il film, all'annuale assemblea dei soci della Disney (marzo 2007). In questa occasione, è accompagnato dalla Dirty Dozen Brass Band.
Il 2 giugno 2010 Newman è stato insignito di una stella nella famosa Hollywood Walk of Fame per la sua lunga e brillante carriera di compositore musicale per il cinema americano. La sua è la 2411ª stella.

### Musica per il teatro
Negli anni novanta, Newman adatta la storia di Faust per un nuovo musical, da cui ricava anche un concept album, il Randy Newman's Faust. Dopo un periodo di esibizioni al La Jolla Playhouse (1995), Newman si rivolge a David Mamet perché questi lo aiuti a rielaborare il testo prima che venga riproposto al Goodman Theatre di Chicago (1996). Il Faust di Newman è rimasto per diversi anni in lavorazione, il che ha prodotto delle modifiche in corsa: una delle burle principali dello spettacolo consisteva nel dipingere Faust come un appassionato di musica heavy metal divenuto schiavo di Satana; questa trovata dovette essere accomodata ai nuovi gusti e all'heavy metal si finì per preferire il meno diabolico grunge rock, alla moda nella metà degli anni novanta.
Nel 2000, il South Coast Repertory produce The education of Randy Newman, un musical per il teatro che descrive la vita di un cantautore che presenta diverse somiglianze con lo stesso Newman. Ambientato a New Orleans e a Los Angeles, è modellato sulla celebre autobiografia The Education of Henry Adams. Newman stesso, con l'aiuto di Jerry Patch e Michael Roth, ha scandagliato il proprio repertorio per trovare quelle canzoni che avrebbero potuto, prese insieme, dipingere la vita di un artista statunitense della seconda metà del XX secolo. Dopo il debutto al South Coast Repertory, lo spettacolo viene rielaborato: canzoni addizionali vengono scritte da Newman appositamente per lo show, che viene ripresentato a Seattle.

## Vita privata
Newman è stato sposato con Roswitha Schmale, nata in Germania, dal 1967 al 1985, e hanno avuto tre figli, Eric, Amos e John. È sposato con Gretchen Preece dal 1990, dalla quale ha due figli, Patrick e Alice. Il padre di Gretchen è il regista Michael Preece.

## Randy Newman interpretato da altri artisti
- Anyone Who Knows What Love Is (Will Understand) - Irma Thomas
- Ask Him If He's Got a Friend of Mine - Fleetwoods
- Baby Do You Love Me - Billy Fury
- Baby Don't Look Down - Billy Storm, Irma Thomas
- Bad New from Home - Mathilde Santing
- Baltimore - Nina Simone, The Tamlins, Nils Lofgren, Jill O'Hara, Lianne La Havas, El Cuero & Elvira Nikolaisen, David Gray, George Nooks, Mink Stole, Gabriel Rios, Roseanna Vitro
- Beehive State - Harry Nilsson, Doobie Brothers
- Bet No One Ever Hurt This Bad - Joanne Vent, Linda Ronstadt
- Big Brother - Calvin Grayson, Persuasions
- Biggest Night of Her Life - Harpers Bizarre, Nashville Teens, Alan Price
- Birmingham - Johnny Russell, Del McCoury Band
- Bless You California - Beau Brummels
- Burn On - Bela Fleck
- Caroline - Harry Nilsson
- Come and Dance With Me - Alan Price
- Cowboy - Harry Nilsson, Three Dog Night, Faith No More (rititolata Midnight Cowboy)
- Dayton, Ohio 1903 - Harry Nilsson, Wayne Fontana, Mathilde Santing
- Davy O'Brien (Leave That Baby Alone) - Duffy Power, Saturday's Children
- The Debutante's Ball - Harpers Bizarre, Liza Minelli, Tony Randall
- Did He Call Today, Mama - Jackie DeShannon, Dora Hall, Riki Maiocchi (Giovedì non mancare, versione italiana)
- Easy Street - Phoebe Snow
- Everytime It Rains - Joe Cocker, Howard Tate
- Feels Like Home - Bonnie Raitt, Neil Diamond, Linda Ronstadt, Emmylou Harris, Dolly Parton, Edwina Hayes, Diana Krall, Chantal Kreviazuk
- Friday Night - The O'Jays, Sam Fletcher
- God's Song (That's Why I Love Mankind) - Etta James, Mathilde Santing
- Guilty - John Belushi, The Blues Brothers, Joe Cocker, Bonnie Raitt, Mathilde Santing, Fairlight Moriah, Rachel Wearsch & The Beatnik Playboys, Kristen Toedtman, Mia Martini, Madeleine Peyroux, Beth Hart
- Happy Land - Harpers Bizarre, Lisa Minelli, Alan Price, Warren Schatz
- Happy New Year - Beverley
- Have You Seen My Baby - Fats Domino, Ringo Starr, Walker Brothers, Jesse Colin Young, Flamin' Groovies
- Hold You Head High - Jackie DeShannon, Irene Kral
- I can't Remember (Ever Loving You) - Petula Clark, Tammy Grimes, Teresa Brewer, Lainie Kazan
- I Don't Wanna Hear It Anymore - Jerry Butler, Dusty Springfield, Scott Walker, Lyn Christopher, Melissa Manchester, P.J. Proby, Seadog
- If You Should Ever Leave You - Julie Driscoll
- I Got Over You - Dick Lory
- I'll Be Home - Harry Nilsson, Mama Cass Elliot, Tim Hardin, Swallow, Howard Tate, Lorraine Ellison, Mathilde Santing
- Illinois - Everly Brothers, Susan Carter, Swallow
- I Think It's Going to Rain Today - Rick Nelson, Bobby Darin, Nina Simone, Ruthann Friedman, Dusty Springfield, The Alan Price Set, Bud Dashiell, Manfred Mann, Judy Collins, Dave Van Ronk, Mama Cass Elliot, Claudine Longet, Neil Diamond, Melanie, Joe Cocker, Françoise Hardy, Chris Farlowe, Tom Northcott, Bernie Schwartz, Dave Waite & Marianne Segal, Brian Short, Extremely Live, UB40, Peter Gabriel, Irma Thomas, Katie Melua, Maria Pia De Vito, Rita Marcotulli.
- I've Been Wrong Before - Cilla Black, Dusty Springfield, Jerry Butler, H.P. Lovecraft, Fran Jefferies, Julius La Rosa, New Breed, Billy Thorpe And The Aztecs
- I Wanna Be There - Vic Dana
- I Wonder Why - Ella Fitzgerald
- Jolly Coppers on Parade - Metonyms
- Just One Smile - Gene Pitney, Dusty Springfield, Blood Sweat & Tears, Al Kooper, Karla De Vito, Sheena Easton, Everyday People, Hobson's Choice, King Cousins, Koffie, Lettermen, Helen O'Connell, Ray Peterson, Tokens, Lenny Welch
- La Campanilla - Ricardo Montalban
- Last Night I Had a Dream - Patto
- Leave Me Alone - Peggy March
- Let Me Go - Box Tops, Barbra Streisand
- Let's Burn Down the Cornfield - Lou Rawls, Etta James, Sam Samudio, Charlie Musselwhite, Long John Baldry
- Living Without You - Harry Nilsson, Nitty Gritty Dirt Band, Alan Price, Manfred Mann's Eart Band, Mary McCaslin, George Winston, Hunt & Turner, Mathilde Santing, Barbra Streisand
- Look at Me - Bobby Darin, Wink Martindale
- Looking for Me - Vic Dana, Walker Brothers
- Lonely at the Top - Mathilde Santing
- Love Is Blind - Erma Franklin
- Love Story - Harry Nilsson, Rick Nelson, Peddlers, Alan Price, The Brothers
- Lover's Prayer - Russ Giguere
- Louisiana 1927 - Aaron Neville, Asleep At The Wheel, Marcia Ball, Howard Tate, Jo-El Sonnier, Five & Dimers, Lillian Boutte, Lisa Maxx, Davey Crawford, Piccola Orchestra La Viola, Bill Wyman's Rhythm Kings, Martin Simpson, Sonny Landreth, Richard Lindgren
- Lucinda - Joe Cocker
- Mama Told Me (Not to Come) - P. J. Proby, Three Dog Night, Eric Burdon and the Animals, Panhandle, Tom Jones & The Stereophonics, Odetta, Wilson Pickett, Stoned Hair, Carmel, Lou Rawls, Wolfgang Press, Yo La Tengo, Slackers, Jasckson Five, Lazlo Bane, Roseanna Vitro
- Marie - Kenny Rankin, Mathilde Santing, Allison Moorer
- Memo to My Son - Guster
- Mr. President (Have Pity on the Working Man) - Sam Bush
- My Old Kentucky Home - Alan Price, Beau Brummels, Ry Cooder
- My World - Vic Dana
- Naked Man - Blood Sweat & Tears
- No One Ever Hurt So Bad - Alan Price
- Nobody Needs Your Love (More Than I Do) - Jerry Butler, Tammy Grimes, Gene Pitney
- Old Kentucky Home - Beau Brummels
- Old Man - Art Garfunkel
- Old Man on the Farm - Mathilde Santing
- Political Science - Duhks
- Pretty Boy - Mathilde Santing
- Real Emotional Girl - Patricia O'Callaghan
- Rednecks - Steve Earle
- Rider in the Rain - Joe Ely & Reckless Kelly
- Roll With the Punches - The Guess Who, Burton Cummings
- Rollin' - J.J. Cale
- Sail Away - Etta James, Gladys Knight, Ray Charles, Sonny Terry & Brownie McGhee, Roseanna Vitro, Harry Nilsson, Blood Sweat & Tears, Tim O'Brien
- Same Girl - Mathilde Santing
- Scarlet Mist - Martin Denny
- She Doesn't Love Me - Eddie Hodges
- She'll Never Understand Him (Like I Do) - Jackie DeShannon, Connie Stevens
- Short People - Klaus Voormann
- Simon Smith and His Amazing Dancing Bear - Alan Price Set, Harry Nilsson, Harpers Bizarre, Con's Combo, Mathilde Santing, Bobbie Gentry (as Salome Smith and His Amazing Dancing Bear)
- Snow - Harpers Bizarre, Harry Nilsson, Claudine Longet
- So Long Dad - Harry Nilsson, Manfred Mann, Alan Price
- Somebody's Waiting - Gene McDaniels
- Straight Up - P.J. Proby
- Take Her - Frankie Lane
- Take Me Away - Jackie DeShannon
- The Name of the Game Is Love - Vic Dana, George Chakiris
- They Tell Me It's Summer - Fleetwoods
- Texas Girl (at the Funeral of Her Father) - Mathilde Santing, Kim Richey
- There's Just No Pleasing You - Epics
- Tickle Me - Alan Price, Mathilde Santing
- Twenty Acres of Land - Johnny Shepard
- Vine Street - Harpers Bizarre, Johnny Shepard, Lulu, Harry Nilsson, Van Dyke Parks
- Wait Till Next Year - Eric Burdon and the Animals, Lee Hazelwood, Rick Nelson
- Warm and Tender - Vic Dana
- What Are You Waitin for - Ian Matthews, We Talkies
- While the City Sleeps - Irma Thomas, Nick DeCaro
- Yellow Man - Harry Nilsson, Ella Fitzgerald, Georgie Fame & Alan Price
- You Can Leave Your Hat On - Etta James, Joe Cocker, Tom Jones, Jess Roden, Jason Lee & Cyclones, Octavia & The Earthblood Blues Band, Chix Wiv Pix, Marc Broussard

## Discografia

### Album in studio
- 1968 - Randy Newman o anche Randy Newman Creates Something New Under the Sun (Reprise)
- 1970 - 12 Songs (Reprise)
- 1971 - Randy Newman/Live (Reprise)
- 1972 - Sail Away (Reprise)
- 1974 - Good Old Boys (Reprise)
- 1977 - Little Criminals (Reprise)
- 1979 - Born Again (Reprise)
- 1983 - Trouble in Paradise (Reprise)
- 1988 - Land of Dreams
- 1995 - Randy Newman's Faust
- 1999 - Bad Love
- 2003 - The Randy Newman Songbook Vol. 1
- 2008 - Harps and Angels
- 2011 - The Randy Newman Songbook Vol. 2
- 2011 - Live in London
- 2016 - The Randy Newman Songbook Vol. 3
- 2017 - Dark Matter

### Colonne sonore
- 1970 - Performance
- 1971 - Una scommessa in fumo (Cold Turkey)
- 1981 - Ragtime
- 1984 - Il migliore (The Natural)
- 1987 - Overboard - Una coppia alla deriva (Overboard)
- 1989 - Parenti, amici e tanti guai (Parenthood)
- 1990 - Avalon
- 1990 - Awakenings
- 1994 - The Paper
- 1994 - Maverick
- 1995 - Toy Story - Il mondo dei giocattoli (Toy Story)
- 1996 - James e la pesca gigante (James and the Giant Peach)
- 1998 - Pleasantville
- 1999 - A Bug's Life - Megaminimondo (A Bug's Life)
- 1999 - Toy Story 2 - Woody e Buzz alla riscossa (Toy Story 2)
- 2000 - Ti presento i miei (Meet the parents)
- 2001 - Monsters & Co. (Monsters, Inc.)
- 2003 - Seabiscuit - Un mito senza tempo (Seabiscuit)
- 2004 - Mi presenti i tuoi? (Meet the Forckers)
- 2006 - Cars - Motori ruggenti (Cars)
- 2008 - In amore niente regole (Leatherheads)
- 2009 - La principessa e il ranocchio (The Princess and the Frog)
- 2010 - Toy Story 3 - La grande fuga (Toy Story 3)
- 2013 - Monsters University
- 2017 - Cars 3
- 2017 - The Meyerowitz Stories
- 2019 - Toy Story 4
- 2019 - Storia di un matrimonio (Marriage Story)

### Raccolte
- 1987 - Lonely at the Top: The Best of Randy Newman
- 1998 - Guilty: 30 Years of Randy Newman
- 2001 - The Best of Randy Newman

## Premi e riconoscimenti
- Premio Emmy
  - 2004: Vincitore - Miglior tema musicale originale di una sigla

- Premio Oscar
  - 1982: Candidatura - Canzone originale - One More Hour da Ragtime
  - 1982: Candidatura - Colonna sonora originale per Ragtime
  - 1985: Candidatura - Colonna sonora originale per Il migliore
  - 1990: Candidatura - Canzone originale - I Love to See You Smile, da Parenti, amici e tanti guai
  - 1991: Candidatura - Colonna sonora originale per Avalon
  - 1995: Candidatura - Canzone originale - Make Up Your Mind, da Cronisti d'assalto
  - 1996: Candidatura - Canzone originale - You've Got a Friend, da Toy Story
  - 1999: Candidatura - Colonna sonora musical o commedia per A Bug's Life - Megaminimondo
  - 1999: Candidatura - Canzone originale - That'll Do, per Babe va in città
  - 2000: Candidatura - Canzone originale - When She Loved Me da Toy Story 2
  - 2001: Candidatura - Canzone originale - A Fool in Love per Ti presento i miei
  - 2002: Candidatura - Colonna sonora originale per Monsters & Co.
  - 2002: Vincitore - Canzone originale - If I Didn't Have You da Monsters & Co.
  - 2007: Candidatura - Canzone originale - Our Town, da Cars
  - 2011: Vincitore - Canzone originale - We Belong Together, da Toy Story 3 - La grande fuga
  - 2020: Candidatura - Colonna sonora - Storia di un matrimonio
  - 2020: Candidatura - Canzone originale - I Can't Let You Throw Yourself Away, da Toy Story 4

- Golden Globe
  - 1982: Candidatura - Canzone originale - One More Hour, da Ragtime
  - 1990: Candidatura - Canzone originale - I Love to See You Smile, da Parenti, amici e tanti guai
  - 1991: Candidatura - Colonna sonora originale per Avalon
  - 1996: Candidatura - Canzone originale - You've Got a Friend, da Toy Story
  - 1999: Candidatura - Colonna sonora originale per A Bug's Life
  - 2000: Candidatura - Canzone originale - When She Loved Me, da Toy Story 2

- Premio Tenco
  - 1989: Vincitore - Premio Tenco per cantautore (carriera)